# Catocala dula
Catocala dula là một loài bướm đêm thuộc họ Erebidae. Nó được tìm thấy ở Nga, Nhật Bản, Hàn Quốc và Trung Quốc.
Sải cánh dài khoảng 65 mm.

## Phụ loài
- Catocala dula carminea
- Catocala dula dula